# Uldin

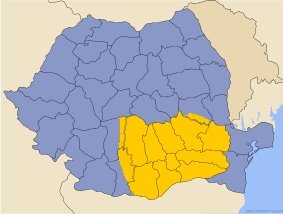
Území Munténie na mapě Rumunska v dobách vlády Uldina

Uldin, také Uldes († 412), byl jedním z hlavních hunských vůdců usazených na území Munténie východně od řeky Olt na přelomu 4. a 5. století v době panování byzantských císařů Arcadia a Theodosia II.
Pro Východořímskou říši se původně jednalo o neznámého vládce Hunů, ale v prosinci roku 400 sťal hlavu gótskému vůdci Gainasovi, který byl ve službách říše jako magister militum a poslal ji císaři Arcadiovi jako dárek. Vzhledem k tomu, že hlava byla posmrtně vystavena již po jedenácti dnech v Konstantinopoli, je pravděpodobné, že byl Gainas zabit na pravém břehu Dunaje poblíž římského města Novae v Moesii (dnešní Plevenské oblasti), která byla s Konstantinopolí spojena silnicí. Gainas se chtěl připojit ke svým krajanům v Munténii, kde Gótové žili pod nadvládou Hunů.
V roce 405 vedl Huny a germánský kmen Skirů ve službách západořímského generála Stilicha, proti invazi Radagaise do severní Itálie. V roce 408 při jeho invazi do Moesie padlo mnoho jeho germánských spojenců do římského zajetí a tak musel ustoupit zpět do Munténie. Zemřel v roce 412, načež se Hunové rozdělili do tří velkých skupin.